# لي آيسنبرج
لي آيسنبرج (بالإنجليزية: Lee Eisenberg)‏ هو صحفي أمريكي، ولد في 22 يوليو 1946.